# Jaguares
Gli Jaguares sono una franchigia argentina di rugby a 15 che partecipa al massimo campionato di club dell'Emisfero Sud, il Super Rugby SANZAAR; essa è gestita dalla Federazione rugbistica argentina e si è formata nel 2015 per partecipare al torneo dalla stagione 2016. Gioca le proprie partite casalinghe nello stadio José Amalfitani di Buenos Aires.

## Storia
A seguito di prestazioni impressionanti dell'Argentina nelle competizioni di rugby internazionali, come ad esempio il terzo posto nella Coppa del Mondo di Rugby 2007, l'organo di governo del rugby in Argentina, l'Union Argentine de Rugby (UAR), avviò una campagna per l'inserimento nel Tri Nations. Nel 2011, è stato annunciato che la competizione sarebbe stata ampliata includendo l'Argentina, ciò ha provocato la modifica del nome del Tri Nations in The Rugby Championship a cui l'Argentina ha partecipato per la prima volta nel 2012.
Tuttavia, non vi era alcun campionato professionistico in Argentina poiché le regole del rugby argentino non prevedono il professionismo. La UAR ha lanciato un team chiamato il Pampas XV che ha partecipato al campionato sudafricano Vodacom Cup 2010-2013, vincendo la competizione nel 2011 con un'imbattibilità di 11 partite. Il team si è ritirato dalla competizione alla fine del 2013 per motivi di carattere finanziario, ma è stato rilanciato a partecipare nel Pacific Rugby Cup dal 2014 in poi. Hanno vinto la competizione nel 2014 e il 2015.
Nonostante le prestazioni del Pampas XV, l'UAR ancora si batteva per poter partecipare al Super Rugby con una propria squadra. Dal momento che SANZAR aveva venduto il pacchetto televisivo del Super Rugby per il periodo 2011-15, nessuna modifica al formato del campionato poteva essere consentita fino alla stagione 2016.
Nel 2013, il CEO SANZAR Greg Peters ha annunciato che il formato del Super Rugby sarebbe stato ampliato nella stagione 2016, aggiungendo che la franchigia dei Kings sarebbe stata una delle squadre di espansione. Nei primi mesi del 2014, SANZAR ha confermato che il Super Rugby sarebbe stato ampliato da 15 a 18 squadre a partire dalla stagione 2016, con un team argentino tra i tre nuovi ingressi. È stato confermato che il team sarebbe basato a Buenos Aires e che avrebbe partecipato alla South African Conference. Al Giappone è stata concessa la licenza diciottesima franchigia del Super Rugby nel mese di ottobre 2014 ( e il nuovo formato esteso e tre nuovi team è stato formalmente approvato dal Comitato Esecutivo SANZAR nel mese di novembre del 2014.

## Cronologia
| Cronistoria dei Jaguares |
| --- |
| - 2015 · Costituzione della franchigia dei Jaguares - 2016 · 3º Africa 2 Conference Super Rugby - 2017 · 3º Africa 2 Conference Super Rugby (sconfitta nei quarti di finale) - 2018 · 2º Conference Sudafrica Super Rugby (sconfitta nei quarti di finale) - 2019 · 1º Conference Sudafrica Super Rugby (sconfitta in finale per il titolo) - 2020 · Conference Sudafrica Super Rugby |

## Allenatori
- 2015–2017  Raúl Pérez
- 2017–2019  Mario Ledesma
- 2019–2020  Gonzalo Quesada